# Jeff Jillson
Jeff Jillson (né le 24 juillet 1980 à Providence aux États-Unis) est un joueur professionnel américain de hockey sur glace.

## Biographie

### Carrière en club
Il joue pour l'équipe de Mount Saint Charles Academy avant de commencer sa carrière dans le championnat NCAA et les Wolverines du Michigan de l'Université du Michigan en 1998.
Lors du repêchage d'entrée 1999 dans la Ligue nationale de hockey, il est choisi lors de la première ronde par les Sharks de San José (14e choix au total). Avant de rejoindre les ligues mineures de hockey, il continue et finit ses études jusqu'en 2001, année où il rejoint les Barons de Cleveland, équipe de la Ligue américaine de hockey affiliée à la franchise des Sharks.
Il fait ses débuts dans la LNH au cours de cette même saison. Au cours de la saison suivante, il rejoint avec Jeff Hackett les Bruins de Boston en retour de Kyle McLaren. Il joue alors l'équipe de la LAH, les Bruins de Providence. Le dernier jour possible des échanges de la saison 2003-2004, il est impliqué dans un échange à trois franchises. Il retourne virtuellement avec les Sharks en retour de Brad Boyes puis prend la direction des Sabres de Buffalo pour Curtis Brown et Andy Delmore. Il ne parvient cependant pas à se faire une place au sein de l'équipe de la LNH et passe le plus clair de son temps dans la LAH avec les Americans de Rochester.
En 2006-2007, il joue une saison en Europe dans le championnat allemand pour l'équipe des Eisbären Berlin. En juillet 2007, il signe pour l'Avalanche du Colorado. En 2008, il signe au HK MVD dans la Ligue continentale de hockey.

### Carrière internationale
Il représente les États-Unis lors du championnat du monde 2004 et remporte la médaille de bronze.

## Statistiques

### En club
| Saison     | Équipe                 | Ligue      |     | Saison régulière | Saison régulière | Saison régulière | Saison régulière | Saison régulière |   | Séries éliminatoires | Séries éliminatoires | Séries éliminatoires | Séries éliminatoires | Séries éliminatoires |
| Saison     | Équipe                 | Ligue      | PJ  | B                | A                | Pts              | Pun              | PJ               | B | A                    | Pts                  | Pun                  |                      |                      |
| 1995-1996  | Mount St. Charles High | USHS       | 15  | 8                | 7                | 15               | 15               | 5                | 1 | 1                    | 2                    | 4                    |                      |                      |
| 1996-1997  | Mount St. Charles High | USHS       | 15  | 16               | 14               | 30               | 20               | 4                | 0 | 4                    | 4                    | 6                    |                      |                      |
| 1997-1998  | Mount St. Charles High | USHS       | 15  | 10               | 13               | 23               | 32               | 5                | 4 | 5                    | 9                    | 6                    |                      |                      |
| 1998-1999  | Wolverines du Michigan | NCAA       | 38  | 5                | 19               | 24               | 71               |                  |   |                      |                      |                      |                      |                      |
| 1999-2000  | Wolverines du Michigan | NCAA       | 38  | 8                | 26               | 34               | 115              |                  |   |                      |                      |                      |                      |                      |
| 2000-2001  | Wolverines du Michigan | NCAA       | 43  | 10               | 20               | 30               | 74               |                  |   |                      |                      |                      |                      |                      |
| 2001-2002  | Barons de Cleveland    | LAH        | 27  | 2                | 13               | 15               | 45               |                  |   |                      |                      |                      |                      |                      |
| 2001-2002  | Sharks de San José     | LNH        | 48  | 5                | 13               | 18               | 29               | 4                | 0 | 0                    | 0                    | 0                    |                      |                      |
| 2002-2003  | Sharks de San José     | LNH        | 26  | 0                | 6                | 6                | 9                |                  |   |                      |                      |                      |                      |                      |
| 2002-2003  | Barons de Cleveland    | LAH        | 19  | 3                | 5                | 8                | 12               |                  |   |                      |                      |                      |                      |                      |
| 2002-2003  | Bruins de Providence   | LAH        | 30  | 4                | 11               | 15               | 26               | 4                | 0 | 2                    | 2                    | 8                    |                      |                      |
| 2003-2004  | Bruins de Boston       | LNH        | 50  | 4                | 10               | 14               | 35               |                  |   |                      |                      |                      |                      |                      |
| 2003-2004  | Sabres de Buffalo      | LNH        | 14  | 0                | 3                | 3                | 19               |                  |   |                      |                      |                      |                      |                      |
| 2004-2005  | Americans de Rochester | LAH        | 78  | 12               | 17               | 29               | 46               | 9                | 1 | 1                    | 2                    | 12                   |                      |                      |
| 2005-2006  | Sabres de Buffalo      | LNH        | 2   | 0                | 0                | 0                | 4                | 4                | 0 | 0                    | 0                    | 0                    |                      |                      |
| 2005-2006  | Americans de Rochester | LAH        | 73  | 10               | 20               | 30               | 94               |                  |   |                      |                      |                      |                      |                      |
| 2006-2007  | Eisbären Berlin        | DEL        | 30  | 2                | 9                | 11               | 48               |                  |   |                      |                      |                      |                      |                      |
| 2007-2008  | Monsters du lac Érié   | LAH        | 70  | 3                | 19               | 22               | 46               |                  |   |                      |                      |                      |                      |                      |
| 2008-2009  | HC MVD Balashikha      | KHL        | 12  | 1                | 2                | 3                | 14               |                  |   |                      |                      |                      |                      |                      |
| 2008-2009  | Lukko Rauma            | SM-liiga   | 29  | 2                | 7                | 9                | 20               |                  |   |                      |                      |                      |                      |                      |
| 2009-2010  | HC Eaton Pardubice     | Extraliga  | 42  | 4                | 8                | 12               | 14               | 13               | 0 | 1                    | 1                    | 10                   |                      |                      |
| 2010-2011  | HC Eaton Pardubice     | Extraliga  | 47  | 0                | 3                | 3                | 20               | 9                | 1 | 0                    | 1                    | 6                    |                      |                      |
| 2011-2012  | KLH Chomutov           | 1.liga     | 52  | 4                | 8                | 12               | 24               |                  |   |                      |                      |                      |                      |                      |
| Totaux LNH | Totaux LNH             | Totaux LNH | 140 | 9                | 32               | 41               | 96               | 8                | 0 | 0                    | 0                    | 0                    |                      |                      |

### En équipe nationale
| Année | Équipe              | Compétition                 |   | PJ | B | A | Pts | Pun                |  | Résultat |
| 1999  | États-Unis - 20 ans | Championnat du monde junior | 6 | 0  | 0 | 0 | 6   | Huitième           |  |          |
| 2000  | États-Unis - 20 ans | Championnat du monde junior | 7 | 0  | 0 | 0 | 4   | Quatrième          |  |          |
| 2004  | États-Unis          | Championnat du monde        | 9 | 1  | 1 | 2 | 6   | Médaille de bronze |  |          |